# فرودگاه لین فیلد
فرودگاه لین فیلد  (به انگلیسی: Lane Field Airport) یک فرودگاه همگانی است که یک باند فرود چمن دارد و طول باند آن ۱۰۳۶ متر است. این فرودگاه در شهر سنگر، تگزاس کشور ایالات متحده آمریکا قرار دارد و در ارتفاع ۲۱۳ متری از سطح دریا واقع شده است.